# Lucas Bravo
Lucas Bravo (* 26. března 1988 Nice) je francouzský herec a model. Proslavil se rolí Gabriela v seriálu Emily in Paris.

## Životopis
Jeho otcem je bývalý profesionální fotbalista Daniel Bravo a matkou zpěvačka Eva Bravo. Před profesionální hereckou kariérou studoval herectví na prestižních školách jako American Academy Of Dramatic Arts v Los Angeles a Actors Factory de Tiffany Stern v Paříži. Kromě herectví se též věnuje modelingu, v Paříži má smlouvu s modelingovou agenturou Viva Model Management.
Jeho herecký debut přišel v roce 2013 v seriálu Sous le soleil de Saint-Tropez. O rok později se poprvé objevil ve prvním filmu, a to v La crème de la crème. V roce 2020 ztvárnil jednu z hlavních postav, šéfkuchaře Gabriela, v komediálním seriálu Emily in Paris z produkce Netflixu. Herec v rozhovoru pro Vulture.com prozradil, že několik let před natáčením též pracoval v restauraci jako kuchař. V roce 2020 bylo oznámeno, že se objeví ve snímku Paní Harrisová jede do Paříže, v němž si zahraje po boku Jasona Isaacse.

## Filmografie

### Film
| Rok           | Název                         | Role          | Poznámky            |
| ------------- | ----------------------------- | ------------- | ------------------- |
| 2013          | Subtitles                     | —             | krátkometrážní film |
| 2014          | Cracs                         | Chris         | krátkometrážní film |
| 2014          | Iwaa                          | —             | krátkometrážní film |
| 2014          | La Crème de la crème          | Antoine       |                     |
| 2017          | Beautiful injuries            | Frédéric      | krátkometrážní film |
| 2019          | Caprice                       | Arsène        | krátkometrážní film |
| 2019          | A Matter of Time              | Alexander     | krátkometrážní film |
| 2020          | Loving                        | —             | krátkometrážní film |
| 2020          | Arrogance Bikini              | —             | krátkometrážní film |
| 2020          | Relation Libre                | —             | krátkometrážní film |
| 2021          | Fantasma                      | Jeremy        | krátkometrážní film |
| 2022          | Paní Harrisová jede do Paříže | André Fauvel  |                     |
| 2022          | Vstupenka do ráje             | bude oznámeno |                     |
| bude oznámeno | The Honeymoon                 | bude oznámeno |                     |

### Televize
| Rok        | Název                          | Role           | Poznámky                                                     |
| ---------- | ------------------------------ | -------------- | ------------------------------------------------------------ |
| 2013       | Sous le soleil de Saint-Tropez | Jeff           | televizní seriál                                             |
| 2015       | T.O.C                          | Adrien         | minisérie, díl: „Je suis pas anormale, je suis différente !“ |
| 2016       | Plus belle la vie              | Mathieu Grange | díl: „3123“                                                  |
| 2020–dosud | Emily in Paris                 | Gabriel        | hlavní role                                                  |